# エルベの誓い
エルベの誓い（エルベのちかい）は、第二次世界大戦末期の1945年4月25日に、ナチス・ドイツを壊滅させるために東進を続ける連合国のアメリカ軍と、西進を続けるソ連赤軍がドイツ東部を流れるエルベ川の沿岸、ザクセン州トルガウ（Torgau、北緯51度33分37秒 東経13度0分20秒 / 北緯51.56028度 東経13.00556度座標: 北緯51度33分37秒 東経13度0分20秒 / 北緯51.56028度 東経13.00556度）付近で初めて出会った出来事を指す。これはベルリン陥落の1週間前であり、トルガウはドレスデンとマクデブルクのほぼ中間点にあり、終戦後は東ドイツに属した。

## 概要
1945年4月25日11時25分に、トルガウの南20キロメートルの小村シュトレーラで、アメリカ陸軍第1軍第69歩兵師団第273歩兵連隊第2大隊G中隊の哨戒隊が、馬に乗った1人のソ連兵に出会い、西部と東部の戦線が初めて繋がった。その後の午後4時に、トルガウで同連隊第1大隊の情報将校のウィリアム・D・ロバートソン中尉の率いる偵察隊が、ソ連軍第1ウクライナ方面軍第5親衛軍の狙撃兵連隊の一部と出会い、こちらが「トルガウの出会い」または「エルベの誓い」として有名になった。
この出来事はソビエト連邦では「エルベ川の出会い」（ロシア語: Встреча на Эльбе）と呼ばれ、また同名の映画（監督はグリゴーリー・アレクサンドロフ、音楽：ドミートリイ・ショスタコーヴィチ）が作られていて、アメリカ合衆国では「エルベ・デイ」（Elbe Day）として記憶されていて、日本ではこのソ連映画の最後に両軍代表が平和を誓いあうシーンから、通常「エルベの誓い」と呼ばれている。
しかし、第二次世界大戦で連合軍同士で協力し、ヤルタ会談で合意しあった、アメリカ合衆国とソビエト社会主義共和国連邦の蜜月関係を象徴した「エルベの誓い」であったが、この出会いの後に、米ソ首脳の思惑の違いから、結果的に米ソ両軍協力の最後の象徴となり、次第に米ソ関係が悪化、冷戦の端緒になってしまった。
ソビエト連邦が崩壊しロシア連邦となった後も、2国間関係は緊張と緩和を繰り返してきた。2020年の段階でも、両国の間に懸案となる問題が山積み状態ではあるが、2020年4月25日、ドナルド・トランプとウラジーミル・プーチンは、エルベの誓いから75周年を祝す共同声明を発表した。

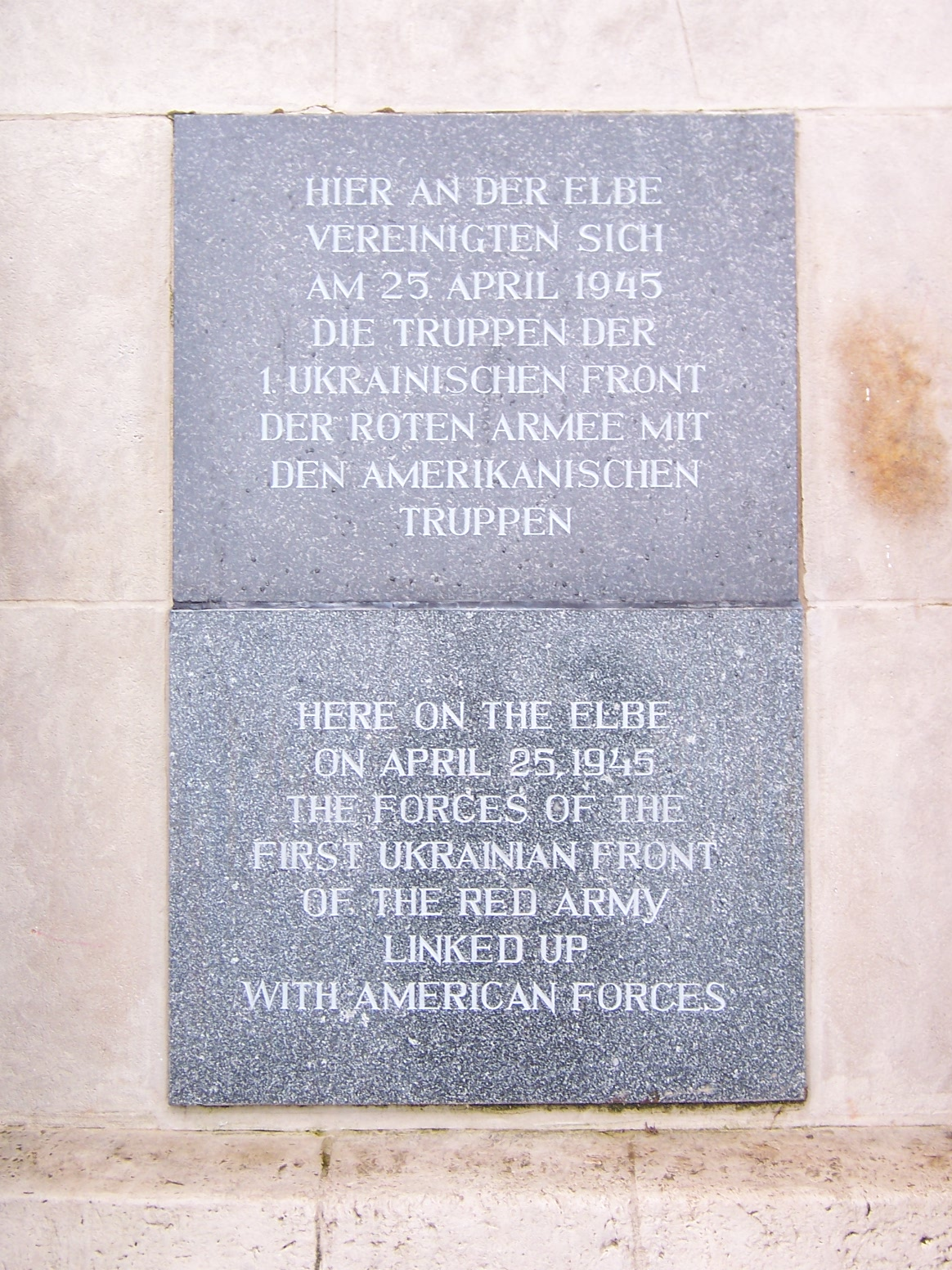
トルガウのエルベ河畔には、ドイツ語と英語で書かれた記念碑「East Meets West」が建っている。
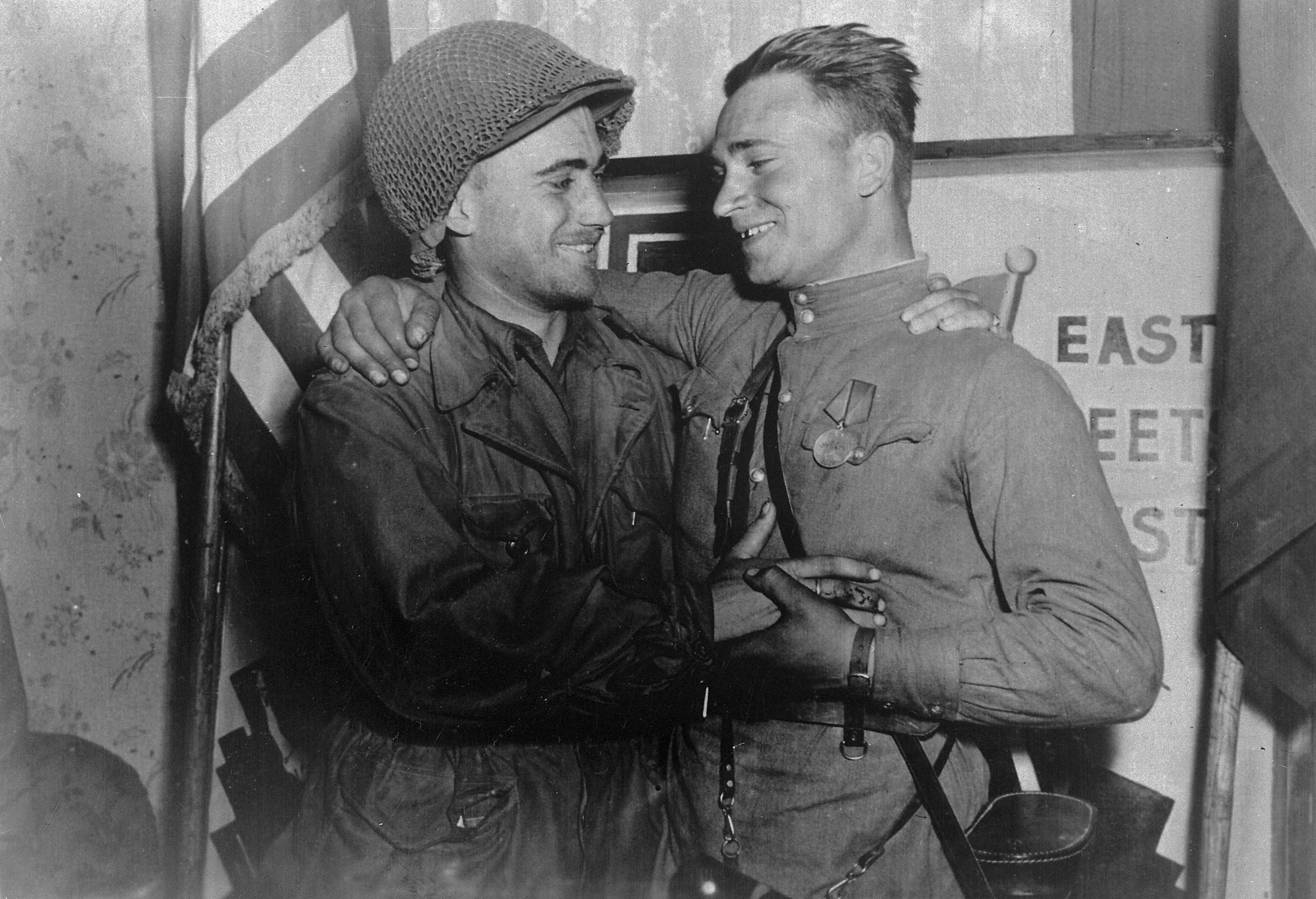
トルガウで出会い、肩を抱き合って記念写真を撮るアメリカ軍のロバートソン中尉（左側）とソ連軍のシルヴァシュコ中尉（右側）。
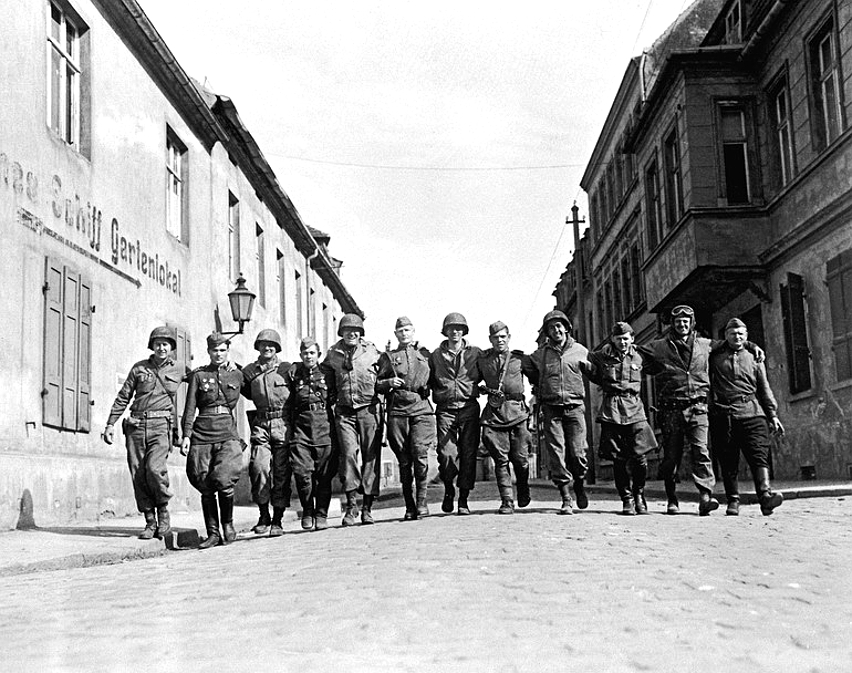
トルガウで肩を抱き合って歩くアメリカ兵とソ連兵。